# 時代区分

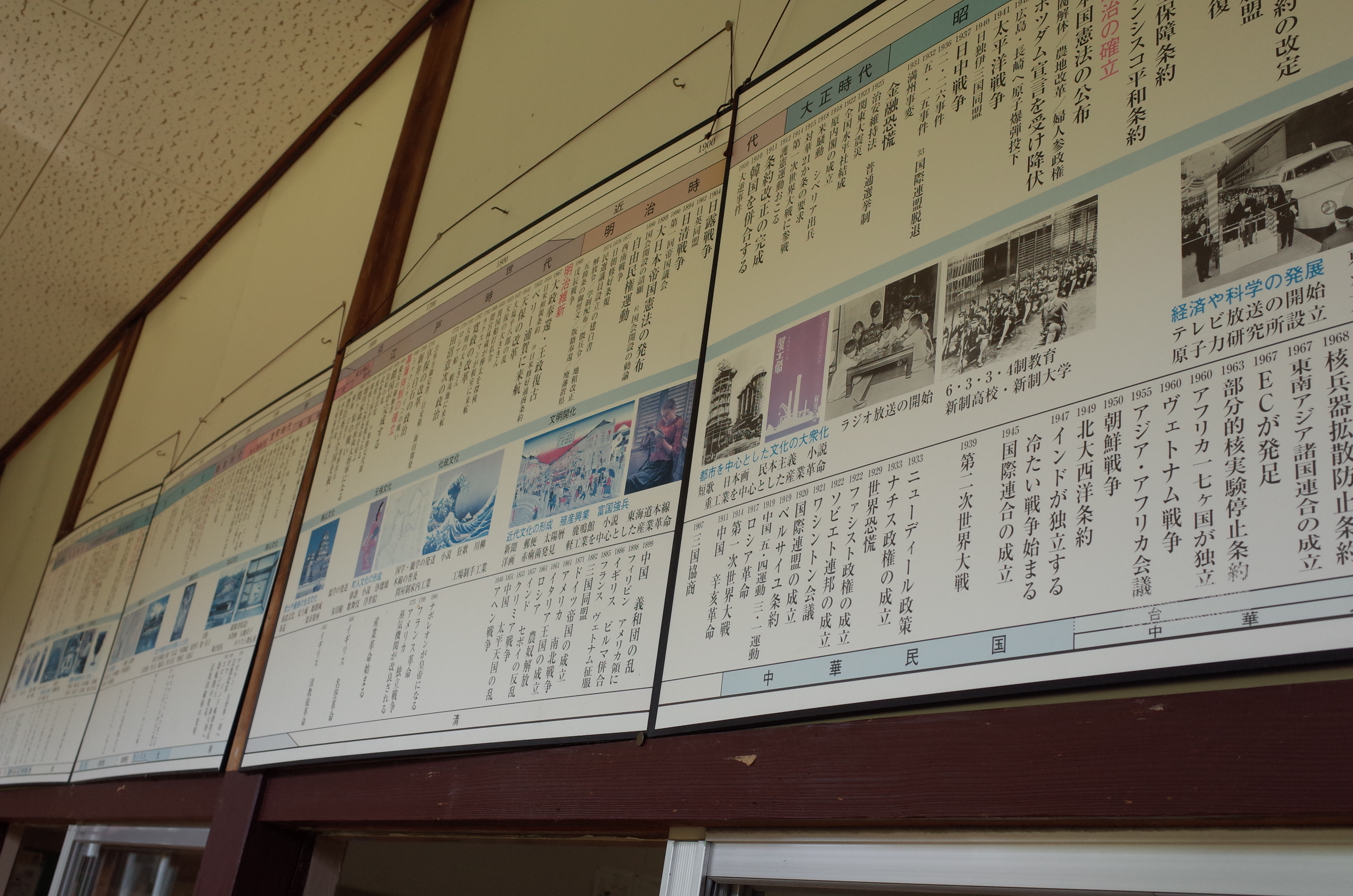
時代区分ごとに区切られた年表

時代区分（じだいくぶん）とは、過去を予め定められた一定数の個々の時間のブロックへと分割する過程、あるいはその研究のことである。これは史学の研究分析を容易くするために行われる。分割された時間にはその時代に継続的に現れる相対的特徴に基づき利便的な用語が付され、結果としてその時代を叙述する抽象概念が生まれる。しかしながら、たいていの場合において、期間の正確な最初と最後を定めることは恣意的である。
歴史とは連続的で即断できないものであるから、あらゆる時代区分の方法は大なり小なり恣意的とならざるを得ない。しかし、それがどんなに不出来で不正確なものであろうと、時間が区分され名を与えられないならば、過去は単に散らばった事象に過ぎず、私たちが理解できるような枠組みを持たないであろう。民族、文化、家族、そして個人でさえもそれぞれが異なった歴史を持っており、多くの場合非体系的ではあるが、現代という枠組みと重複している。そして、時代の名称は常に疑問を投げかけられ修正されていく。しかし、いったん確立した時代の名称は利便性が高いので、それを変えることは多くの場合困難である。

## 時代区分の起源
時代区分の起源は古にまで遡ることができ、その始まりは古代ギリシアや聖書などといった西洋の伝統にある。ウェルギリウスは遠い過去の黄金時代や歴史の循環について言及しているし、聖書では天地創造から世界の終焉までの物語を概説している。中世に広く用いられた聖書に由来する時代区分の枠組みの一つに、パウロによる神学的な時代区分がある。それは3つに時代を区分するものであり、一つ目がモーセ以前の時代(自然による統治)、二つ目がモーセの律法下の時代(法による統治)、そして三つ目がキリストの時代である(恩寵による統治)。しかし、中世に最も広く議論された時代区分の枠組みは歴史を6つに分ける枠組みであるかもしれない。それにおいては、アダムとイヴの時代から現在に至るまでが数千年単位で分割され、現在(中世)こそが6番目の時代であり、なおかつ最後の時代であると唱えられた。

## 背景
区分された時間のブロックは重なり合っているだけでなく、互いに対立し、矛盾し合っている。文化的な用法をする者もいれば(アメリカ合衆国の「金ぴか時代」など)、著名な歴史上の出来事を目印にする者もいる（1918年〜1939年にかけての「戦間期」など)。また、十進法に基づき時代区分をする者もいる。 ("1960年代"や 「17世紀」など)。他にもその時代を象徴する人物の名に因んで時代名とする場合もある(「ヴィクトリア朝」や「ナポレオン時代」など)。
これらの用法は時として特定の場所に限定される。このことは、時代名を個人や支配的な王朝名に因んで名付けるときに強く当てはまる。例えばアメリカ合衆国のジャクソニアン時代や、日本の明治時代、あるいはフランスのメロヴィング朝時代などがある。文化的な側面に着目した時代名も、汎用性に限界があることが多い。「ロマン主義時代」という概念は、西洋の外側ではほとんど意味をなさないだろう。同様に、「1960年代」という概念も西暦に基づいて技術的には世界中で通用するものの、ある国において、もしくはある場合においては言外の文化的意味を帯びることもある。このような理由から、「まだスペインに1960年代は到来していない」といった主張をすることも可能であるといえる。これはつまり、性革命やカウンターカルチャーなどといった若者の反乱などが1960年代のスペイン(当時スペインは保守的なローマ・カトリックの影響が強く、またフランシスコ・フランコによる独裁政権が君臨していた)では発達しなかったということである。同様の例として、歴史家アーサー・マーウィックが主張するように、「1960年代」は1950年代末から始まり、1970年代初頭に終わったということも可能である。彼がこのように述べたのは、文化的・経済的状況の方が1960年〜1969年という10年の区切りよりも時代の本質的意味を反映していると考えたためであろう。これは「長い60年代」という用法にまで拡張されている。この用法は、歴史家エリック・ホブズボームが用いた「長い19世紀」(1789年〜1914年)という言葉に由来している。これは恣意的な年代表記法と有意義な文化的・社会的な相とのバランスをとろうと考えたためである。また、18世紀を1714年〜1789年とすることもある。また、エリック・ホブズボームは長い19世紀という言葉と対比的に「短い20世紀」という言葉を第一次世界大戦から冷戦の終結までの期間に対して用いている。
似たような問題が他の命名法によっても起こりうる。たとえば「ヴィクトリア朝」という用語をイギリス国外でも用いることができるだろうか。また、たとえイギリス国内であっても彼女が君臨した1837年〜1901年を有意義な歴史的期間としてよいのだろうか。この時代区分の名前が19世紀の後ろ3分の2の間の政治的、文化的、そして経済的特徴をよく表しているということを前提として、ヴィクトリア朝という用語は使われている。しかし、時代を区分する用語はしばしばその用法に影響を与えるような肯定的、あるいは否定的意味を内包している。「ヴィクトリア朝風の」という言葉は性的抑圧や階級闘争といった否定的な意味合いを持つだろう。他にも「ルネサンス」という用語には強い肯定的特徴が込められている。そのためこの用語は時折拡大解釈されることがある。イングランドのルネサンスはしばしばエリザベス1世が君臨した時代に対して用いられるが、それはイタリアのルネサンスからおよそ200年遅れて始まったものである。一方で 「カロリング・ルネサンス」という用語はフランク王国の王カール大帝が君臨した時代とその後継者の時代に対して用いられるが、それはイタリアのルネサンスのずっと前の時代のことである。他の例として、そのどちらも「復活」などとは呼べないものであるにも関わらず、「アメリカのルネサンス」という用語が1820年代から1860年代にかけてのアメリカ文学の興隆に対して主に用いられ、「ハーレム・ルネサンス」という用語が1920年代のアメリカの文学や音楽、美術に対して主に用いられている。

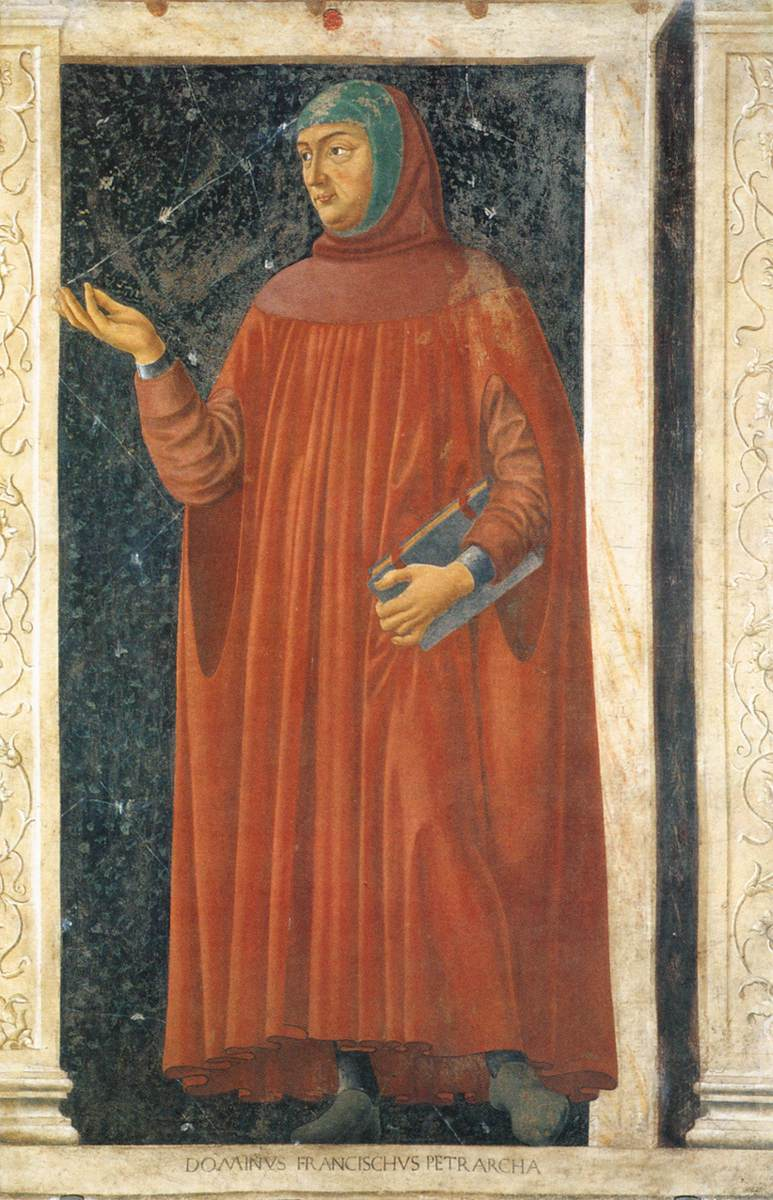
ペトラルカはヨーロッパの暗黒時代という考えを支持していた。同じ意味を持つ用語には"古代末期"と"中世前期"がある。

これらの非中立的な意味合いによって、ある時代がその名前ゆえに他の時代よりも良いものであるように見られることがある。しかしこれは以上の部分で概説したような問題を引き起こしうる。古代ラテンの学問の「復活」という概念は、イタリアルネサンス期の詩人にして人文主義の父ペトラルカ によって最初に生み出され、その概念はペトラルカ以後広く使われてきた。ルネサンスという用語が最も使われるのは、イタリアで起こり1500年～1530年頃に盛期を迎えた文化的変化に対して言及する場合である。当初この概念はほとんどの場合ミケランジェロやラファエロ、レオナルド・ダ・ヴィンチらが活躍した視覚芸術の分野に対して用いられた。次にそれは他の芸術に対しても用いられるようになるが、それを経済、社会、そして政治の変遷を語ることにまで延長してよいのかについては疑問が残る。今では多くの歴史学者がルネサンスや宗教改革といった歴史的出来事が西洋における近世の始まりであると言及しているが、そのように言及されるようになったのは、その出来事が起こった時代よりずっと後になってからのことである。時代の命名法の変化と一致させるために、講義で教えられる内容は漸進的に発展し、歴史書が新たに出版されてきた。それらはある程度社会史と文化史の違いを反映している。新しい時代の命名はより広大な地理的空間をカバーするように意図されており、ヨーロッパとその他の世界との繋がりに目を向けるようになってきている。
ほとんどの場合、その時代を生きる人々には自分自身が歴史家たちが後に割り振る時代のどれに属しているのかを特定することができない。この理由の一つに、彼らは将来を予期することができないので、自分が時代の最初にいるのか、中間にいるのか、それとも最後にいるのかを見分けることができないということが挙げられる。また別の理由として、自身の歴史的感覚は宗教やイデオロギーの影響を強く受けているが、宗教やイデオロギーといった類のものは時代を命名する後の歴史家たちと異なってしまう、ということもある。
中世という用語もペトラルカに由来するものである。ペトラルカは自身が生きた時代と古代、特に古代ギリシア・ローマとを比較し、古代以降の暗黒時代といえる中世が終わり、自分が生きている時代は復活の時代へ突入しつあると捉えた。中世という概念は、古代と現代という二つの長い期間の間に位置する期間であることからその時生まれ、その概念は今まで使用され続けている。中世は更に中世前期・中世盛期・中世後期の3つに分割することができる。暗黒時代という用語も、一部の著述家はその否定的な意味合いを取り除きながら使用を続けていこうとしているが、中立的に用いることが困難なので、現代の研究者の間では使用を敬遠されている。「中世」という用語(特にmedievalという形容詞）も口語上では否定的な響きを含む(ほとんど中世と同様の野蛮な囚人の取り扱い方、などというように)。しかし、このような表現は決して学術用語としては使用されない。一方で、ゴシック建築は中世盛期の典型的な建築様式と言われているが、この用語の使用の際には中世という用語が本来持つ否定的な意味合いはほとんど失われ、新たな意味合いを段々と持つようになっていった(詳しくはゴシック建築やゴスの項を参照のこと)。
ゴシックとバロックという用語はどちらも、以前の建築様式の人気がなくなり次の建築様式が流行するようになった期間に名づけられた。「ゴシック」という言葉は軽蔑の意味を含んだ用語として、当時蛮族とみられていた北欧の人々に関する全てを指して用いられた。この言葉を最初に用いたのはジョルジョ・ヴァザーリであるといわれている。ヴァザーリは自身が芸術史家、芸術家、建築家として生きた時代のことを、初めて「ルネサンス」と表現した人物でもある。ジョルジョ・ヴァザーリは、特に建築の分野において、自分が異議を唱えたいものを表現すべく「ゴシック」という言葉を生み出した（おそらく彼は、それはまるでゴート人が建てたもののようだ、などと述べたのであろう。）。「バロック」という言葉は、ポルトガル語やスペイン語、フランス語に共通して見られる、「歪な真珠」という意味の語に由来している。その語が初めて宝石製造業界の外で使われるようになったのは、18世紀初頭の、音楽が過度に複雑化し雑になってきていると批判を受けた時代であるといわれている。後にその語は建築や美術の分野でも用いられるようになった。 バロック時代は初め19世紀のことを指すものであったが、現在では1600年前後に始まったものであると考えられている。音楽史においては、J. S. バッハが亡くなった1750年をもってバロック時代の終わりとするが、美術史家たちはバロック時代の盛期はほとんどの面においてずっと早く終わっていると考えている。

## マルクス主義的時代区分
マルクス主義の唯物史観では、社会は基本的に「材料状態」によってどのような場合においても決定づけられるとする。言い換えれば、衣食住といった基本的な要請を満たすための生産関係のあり方によって定まるのだ。概してマルクスとエンゲルスは、西欧の物質的状況の発達は5つの連続した発展段階に分けられると主張した。
彼らの理論では、以下の5つの段階に分けられる。

### 原始共産制
第一段階は大抵原始共産制と呼ばれているものである。それは以下のような特徴をもつ。
- 共有財産: 個人の所有以上の所有権に関する概念は一切なく、全てのものが部族の間で生存のために共有されている。
- 狩猟採集: 部族社会は未だ農業を行えるほど大きく発達していないので、生存のために日々もがいている。
- 原始的民主主義: 依然として「リーダー」という概念はない。戦いの際には部族一番の戦士が、落ち着いて他部族と接触する際には部族一番の交渉人が、というように、部族を導く人物は時と場合に応じて変わる。

### 奴隷制
第二段階は奴隷制と呼ばれるものであり、「階級社会」の始まりであると考えられ、私有財産が現れ始める段階である。
- 社会階級: 階級という概念が現れる。そこでは必ず、奴隷を所有する支配階級と社会の下層に置かれた奴隷の2つに人々の階級が分かれる。
- 国家主義: 奴隷所有者が奴隷を集め、使役し、制御するという目的を果たすために、この段階の国家は組織を発展させていくこととなる。
- 農業: 増加する人口を養うために大規模な農耕・牧畜を行うようになる。
- 民主主義と権威主義: これらの対立する概念が同時に発達する。民主主義は共和政都市国家の発達とともに出現し、続いて独裁的な帝国が現れる。
- 私有財産: 国民は個人的に所持している物より多くのモノを所有するようになる。例えば農業の発達とともに誰がどの土地を使うかが重要となり、土地の所有権という概念が生まれる。

### 封建制
第三段階は封建制と呼ばれるものであり、奴隷制社会が崩れた後に現れる。ローマ帝国の奴隷制社会が崩れた後に現れたヨーロッパの中世が最も明らかなその例であるといえる。
- 貴族制: 国家は世襲、婚姻、もしくは征服によってその座に就いた君主と貴族が治める。
- 神権政治: 宗教的支配が強い段階である。その地に一つしか宗教がないのならば、その宗教組織は生活の隅々まで影響を及ぼすことができる。
- 世襲的身分制度: 身分制度が時折形成される。それにおいて、自身の身分は生まれた時に決まり、その後決して身分が上がることはない。インドのカーストがこの典型的な例である。
- 国民国家: 崩壊した帝国の残滓から国民国家が形成される。時として国民国家は再び帝国へと戻る。例えばイギリスはかつてローマ帝国の属州であったが、やがて大英帝国へと変貌し植民地を持つようになった。

### 資本主義
マルクスは人間社会の発達の中でも特にこの時代に大きな注意を払った。彼の研究の大部分は資本主義のメカニズムを分析することに捧げられた。資本主義は西洋社会において古来より、封建社会が革命的動きを持つようになった際に突如として現れ猛威を振るう。資本主義においては、利潤の追求こそが人々を支配し、農奴制は瓦解して、民衆は賃金を得るべく資本家の下で働くようになる。資本家階級は世界中で自分たちの意のままにレッセフェールの動きを推し進める。資本家によって制御された議会では、法律は富を守るために制定されるようになる。
資本主義は第四段階であると考えられている。それは資本家や商人の前身たちが封建制を放棄した時に、ブルジョワ革命を経て誕生する。資本主義は以下のように分類される。
- 市場経済: 資本主義では、経済全体が市場の力によって動かされる(市場経済)。レッセフェールを支持する人々は、資本主義下において政府は市場にほとんど何も、あるいは全く介入すべきではないと主張している。しかし、『帝国主義論』を著したレーニンのようなマルクス主義者たちは、資本家による政府は資本主義を強力に推進し、資本主義的国民国家は外国の市場をも征服してしまうと主張した。
- 私的所有権: 生産手段は君主や貴族ではなく資本家によって握られることとなる。資本家は生産手段を企業を通じて掌握し、企業は利潤の最大化を図る。
- 議院内閣制: 資本家は独裁国家よりも、選挙による中央集権的な議会や会議で政治を行う国を支配する傾向がある。資本主義的な議会制民主主義（ブルジョワ民主主義）は多くの人々に開かれてはいるものの、必ずしも普通選挙へと結びつくわけではない。歴史的には権力や差別、法律などといった手段で女性や奴隷、解放奴隷、非白人、低収入者が選挙権の枠から外されてきた。政府の行動はあらゆる面で資本家の利益のためのものとなり、資本家はあらゆる手段を講じて政府を統制しようとする。
- 賃金: 資本主義において、労働者は雇用主との契約に基づいて報酬を得る。権力を持つエリートたちは、労働者の働きの価値に応じて正確に賃金を与える仕組みが市場には備わっているという錯覚を喧伝する。しかし実際には、労働者は自身の生み出した価値より少ない報酬しか得られず、価値と報酬の差は雇用主によって利潤として吸い上げられる。こういった意味で全ての賃金雇用体系は搾取であるということができ、労働者は仕事から疎外されるようになる。利潤の追求が市場の原動力となっている限りは、労働者が自身の仕事に応じて適切な報酬を得ることは不可能であり、全ての雇用主はいつも搾取に勤しみ続けるだろう。
- 帝国主義: 富裕な国は原材料の確保や既製品の市場とするために貧しい国を支配しようと画策する。これは直接の戦争や恐喝、資本の投資によって行われる。資本家が国中を支配するのは資本主義の発展において重要な役割を果たす。それはやがて戦争や他国への介入へと結びつくこととなる。
- 金融機関: 銀行や証券取引所などは未使用の資本を必要なところへと流す。それらはあらゆる市場への障壁を減らし、特に貧しい人々が階級を向上させるのを大きく容易にする。銀行はこのような手段で階級を流動化させていく。
- 独占傾向: ありのままで何の制御も受けていない市場は、最も成功した企業がやがて独占を形成するようになる。

しかしマルクスによると、資本主義は奴隷制社会や封建制と同様に致命的な欠陥を抱えている。それは内なる矛盾であり、これが資本主義の崩壊を生み出す。労働者階級というものは、資本家階級が商品の生産と利潤の追求のために生み出したものだが、資本主義の終焉をもたらす者たちでもある。労働者は自分たちが生産した価値に見合うだけの十分な報酬を得られない。マルクスが「労働者階級に支払われなかった報酬」と呼んだ残りの報酬は剰余価値として、資本家の利潤となる。資本家は自身の利潤を増加させるために労働者階級の賃金を下げる競争へと駆り立てられ、階級間の闘争を引き起こし、労働者階級の目覚めを誘引する。労働者階級は、労働組合やその他の方法を通じて、自身が搾取されている階級であると気づくこととなる。古典的マルクス主義の観点によると、資本家階級に対する労働者階級の抵抗は、やがて労働者階級が生産に関する全ての力を握ることへと集約される。

### 社会主義
労働者階級が目覚めを経て資本家に対するプロレタリア革命を成功させると、社会主義という第五段階へ至る。
社会主義には以下のような特徴がある。
- 共有財産: 生産手段は少数の資本家の手を離れ労働者の手へと移る。これはつまり、民主主義的共同体が生産手段を管理するということである。
- 評議会民主主義: マルクスはパリ・コミューンに関する自身の研究を元として、労働者は共同体制度を通じて労働者自身を管理すると考えた。彼はこれをプロレタリア独裁と呼び、資本主義の独裁を放棄し、生産と資源利用を徹底的に計画するものであるとした。

マルクスは共産主義の最初の段階が「社会主義」であると説明している。これは「経済的にも、道徳的にも、知的にも、古い社会から生まれた名残が未だに見られる段階」であり、労働者たちは自身の労働に応じて報酬を得るのを当然だと考えているが、各々の労働者の能力や家族の事情が異なっているために、結果として社会がどれほど労働者を支えても、不平等が発生してしまう段階である。

## 日本の時代区分
ヨーロッパ史学の時代区分が導入される以前に、現代の「戦国時代」が、当時の京都の公家たちに「戦国の世」と中国の春秋戦国時代をなぞらえて認識され呼ばれた。さらにこの呼び名は広まり、武田信玄の『甲州法度次第』第20条に「天下戦国の上は、諸事をなげうち武具の用意肝要たるべし」と使用された。明治時代に西洋学問として歴史の時代区分法を知るが、1873年（明治6年）小学校参考書に先行的に「戦国時代」が使用された。
明治時代の、歴史学における総合的な時代区分は、1903年（明治36年）内田銀蔵により西洋史学を当てはめる形式で、英語の歴史語モダンエイジを江戸時代だとして「近世」と訳し基点にした。そして江戸時代より前の時代はその時まで「近古」とされていたが英語の歴史語ミドルエイジを訳して「中世」と命名した。さらにその「中世」より前の「中古、上古」を一括して「古代」と名づけ、西洋史学三分法を適用して日本史三分法を提起した。それが研究者たちに取り入れられ近代を末に加えて、明治時代以来の日本史学での日本史時代区分となった。
 先史 - 古代 - 中世 - 近世 - 近代 - 現代

## 先史における時代区分
考古学 における一般的な先史時代の時代区分は、材料文化や技術の変化に依拠している。石器時代や青銅器時代、鉄器時代といった区分や、その更に細分化された区分は、その時代の遺物の材料がどのように異なっているかに基づいた区分である。ここ数十年間の放射性炭素年代測定の発達や、他の科学的手段の発達によって、多くの遺跡や人工物についての正確な年代測定が可能となったが、これらの長期的な時代区分は今後も使用され続けると予測される。また、ある文字を持たない文化の歴史について、近隣の文字を持つ文化が書き残している場合が多くあり、それらが時代区分に使われる。

## 出来事による時代区分
何らかの出来事や短期間における変化が文化に対して非常に大きな影響を与え、歴史に急激な変化を引き起こすことがある。これらの出来事や変化は、よく「～前」や「～後」（〜にはその出来事や変化の名称が入る）という語となって広く使われることが多い。例えば「宗教改革前」と「宗教改革後」という表現や、「植民地時代前」と「植民地時代後」といった表現がある。また、戦前と戦後という表現は第二次世界大戦の前後を指す表現であるが、将来的には第二次世界大戦という語を明示しなければならないように変わるかもしれない。